# Kósoku Nagata
Kósoku Nagata nebo rychlodrážní stanice Nagata je osobní železniční stanice v Japonsku. 

## Historie
Stanice byla otevřena 7. dubna 1968, kdy byla zastávka Nagata Sanejské tratě zrušena a Kóbsko-Podzemní trať (Linka HS) otevřena. 

## Současnost

### Nástupiště
Stanice má celkem 2 dopravní koleje.
| stanice       | kolej | linka                    | směr            |
| ------------- | ----- | ------------------------ | --------------- |
| Kósoku Nagata | 1     | HS Městské vlaky a metro | Kóbe, Samnomija |
| Kósoku Nagata | 2     | HS Městské vlaky a metro | Suma            |

### Vlakové trasy
- Linka  HS 
  - Čokcú-Tokkiu: Městský vlak.
  - S-Tokkiu: Metro. Zastavuje ve všech stanicích, mezi Cukimijamou a Kósokem Kóbí.
  - Tokkiu: Metro. Zastavuje ve všech stanicích, mezi Sumaurou Kóenem a Kóbí-Samnomijí.
  - Fucú: Metro. Zastavuje ve všech stanicích.

Stav: 13. březen 2021 
| Průměrný interval (min) | Trasa na západ                                                                                              | Linka                   | Trasa na východ | Průměrný interval (min) | Společnost |
| ----------------------- | --- | ----------------------- | --- | ----------------------- | ---------- |
| 15                      | Himedži -…- Suma - Cukimijama - Itajado - (Nišidai) - Kósoku Nagata Zastavuje v Nišidai v intervalu 30 min. | HS Čokcú-Tokkiu         | Kósoku Nagata - (Daikai) - Šinkaiči - Kósoku Kóbe - (Niši Motomači) - Motomači - Kóbe Samnomija -…- Amagasaki, Ósaka Zastavuje v Daikai a Niším Motomačím v intervalu 30 min. | 15                      | Hanšin     |
| 15                      | Himedži, Suma -…- Cukimijama - Higaši Suma - Itajado - Nišidai - Kósoku Nagata                              | HS S-Tokkiu Tokkiu Fucú | Kósoku Nagata - Daikai - Šinkaiči - Kósoku Kóbe -…- Samnomija, Ósaka | 15                      | Hanšin     |

### Dopravní dostupnost
V okolí stanice Kósoku Nagata se nachází okresní stanice Nagata. 
- Okresní stanice Nagata: Městské vlaky linky S, které jedou k Mjódanimu nebo Minatogave, jsou dostupné.

### Okolní objekty
- Chrám Nagata
- Městský úřad Nagata